# Казуальное творчество
Казуа́льное тво́рчество в праве выражается
- в отдельных юридических сделках, отступающих в чём-либо от господствующего порядка отношений и создающих мало-помалу новый
- в судебных решениях, устанавливающих те или иные права и обязанности для тяжущихся не на основании объективных правовых норм, а по началам целесообразности, применительно к особенностям данного юридического случая (казуса).

Гражданский оборот не может довольствоваться одними и теми же, раз установленными законом или обычаем формами, принужден постоянно видоизменять их, отступая от тех или иных принципов или развивая их дальше. Поскольку суд признаёт силу за этими видоизменениями, постольку видоизменяется и действующее право. При полном отсутствии объективных источников права (как, например, в первоначальном обществе), при их недостаточности, устарелости, противоречивости и т. д., суду приходится самому создавать подходящие нормы, открывая в самом казусе надлежащие юридические начала, оценивая взаимное положение сторон, интересы каждой из них и общества, и так или иначе примеряя последние. Не будучи, однако, законодателем, судья обыкновенно очень стеснен в этой деятельности существующими нормами закона или обычая и воззрениями обыкновенно консервативного большинства общества. Создавая нормы, ему приходится, поэтому, формулировать их применительно к существующим правилам и господствующим взглядам, часто прибегая к фикциям и другим средствам обхода препятствий к свободному творчеству. Казуальное творчество, поэтому, соединяется обыкновенно с интерпретацией существующего права и проникнуто консерватизмом; лишь на первых порах общественной жизни оно совершается более свободно. И здесь, однако, найденное остроумием судьи решение обыкновенно открыто одобряется или осуждается окружающей суд толпой, и успех творчества обусловливается удачной формулировкой приговора, уменьем связать новый факт с старыми казусами или уже установившимися юридическими понятиями.
Особое развитие казуальное творчество получает в тех странах, где значительная часть права создаётся путём обобщения отдельных прецедентов и где каждый новый случай заставляет пересматривать правильность или неправильность старых обобщений (Англия, Рим). Здесь вырабатываются и определённые традиции по отношению к приёмам этого творчества; здесь с наибольшей силой проявляются находчивость и остроумие судей в формулировке решения, делающей наглядною его справедливость. При отсутствии традиций, невыработанности общих принципов деятельности, зависимом положении судей казуальное творчество легко может, наоборот, обратиться в произвол судей или, при излишнем погружении в мелочи, при излишнем внимании к особенностям данного случая, в ущерб общим принципам ≈ в казуистику в худшем смысле этого слова. Недостатки последнего рода господствовали, например, в дореформенных русских судах. Новая русская судебная практика, которой, вследствие несовершенства гражданских законов, часто приходится прибегать к казуальному творчеству, также, хотя с гораздо меньшим основанием, подвергается иногда упреку в излишней наклонности к казуистике.